# André Greipel
André Greipel, né le 16 juillet 1982 à Rostock, est un coureur cycliste allemand, professionnel entre 2005 et 2021, nommé en 2023 sélectionneur de l'équipe d'Allemagne masculine de cyclisme sur route.
Né à Rostock, en Allemagne de l'Est, Greipel est un pur sprinteur qui compte parmi les cyclistes les plus prolifiques de son époque en ce qui concerne le nombre de victoires remportées. Ses principaux succès incluent 22 victoires d'étapes sur les grands tours : onze sur le Tour de France, sept sur le Tour d'Italie et quatre sur le Tour d'Espagne. Il a également remporté le classement par points du Tour d'Espagne 2009. Sur les courses par étapes du World Tour, il compte à son palmarès deux succès sur le classement général du Tour Down Under en 2008 et 2010. Sur les courses d'un jour, il a notamment gagné la Vattenfall Cyclassics 2015 et obtenu la médaille de bronze au championnat du monde sur route 2011.

## Biographie

### Jeunesse et années amateurs
Originaire de Rostock comme Jan Ullrich, Greipel, double champion d'Allemagne juniors, est formé dans la formation Jan Ullrich Nachwuchs, la structure mise en place par le champion allemand pour former les jeunes coureurs de sa région, par son ancien entraîneur Peter Sager. En 2002, il rejoint l'équipe TEAG Köstritzer. Il s'illustre sur les sprints des courses par étapes allemandes, notamment le Tour de Thuringe, où il remporte plusieurs étapes, et gagne le Grand Prix de Waregem.

### 2005: Débuts professionnels chez Wiesenhof
En 2005, Greipel devient coureur professionnel dans l'équipe Wiesenhof. Il y remporte au sprint une étape du Tour du Danemark, sa première victoire professionnelle, et termine quatrième du Mémorial Rik Van Steenbergen puis du Tour de Nuremberg.

### 2006: Découverte du haut-niveau chez T-Mobile
Greipel est alors recruté par l'équipe T-Mobile, au sein de laquelle il s'impose rapidement, remportant deux étapes du Tour de Rhénanie-Palatinat en avril 2006. Il participe alors à son premier grand tour, le Tour d'Espagne, où il manque de s'imposer sur la 6e étape, battu au sprint par Thor Hushovd, mais est contraint à l'abandon lors de la 9e étape. En 2008, il remporte à nouveau deux victoires, sur le Tour de Saxe, et termine enfin le Tour d'Espagne.

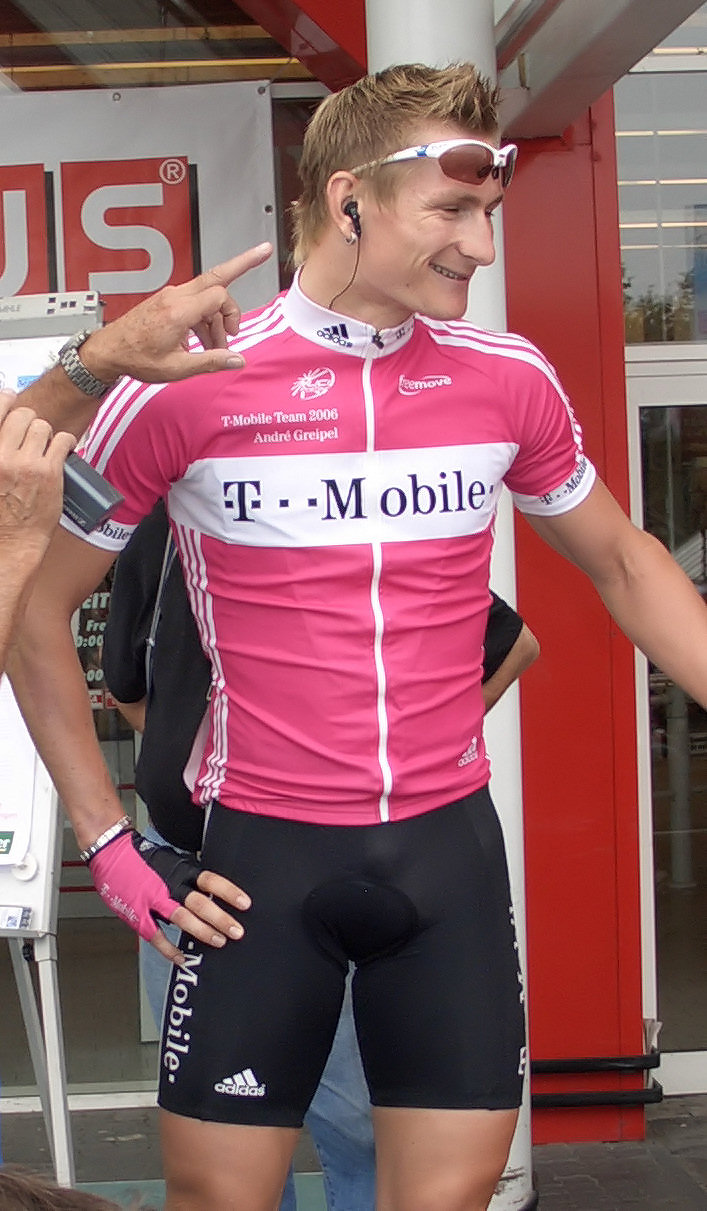
André Greipel en 2006.

### 2008: Confirmation
2008 est l'année de la révélation pour Greipel. En janvier, il participe au Tour Down Under. Après sa victoire dans le critérium Down Under, qui ne compte pas pour le classement général, il remporte la deuxième étape, et prend la troisième place du classement général. Il prend la deuxième place du classement derrière Mark Renshaw grâce à sa victoire dans la 4e étape, puis prend la tête en remportant la 5e étape. Le lendemain, il assure sa victoire finale en remportant une quatrième étape en 6 jours. Cette victoire lui permet de porter le maillot de leader de l'UCI ProTour pendant trois mois. Néanmoins, à l'exception d'une troisième place sur Nokere Koerse, Greipel ne parvient pas réellement à confirmer ses performances australiennes en Europe. Sur le Tour d'Italie, qu'il court pour la première fois, il est le poisson-pilote de Mark Cavendish et ne peut jouer sa carte personnelle. Mais sur la 17e étape, Cavendish, déjà vainqueur de deux étapes, laisse son coéquipier remporter sa première victoire d'étape sur un grand tour, se contentant de la deuxième place. La suite de la saison est tout aussi prolifique pour Greipel qui remporte sept autres victoires, dont une étape de l'Eneco Tour, une étape du Tour d'Allemagne, le Tour de Nuremberg, le Championnat des Flandres et le Münsterland Giro.

### 2009-2010: Bloqué par Cavendish
En 2009, Greipel, tenant du titre, compte parmi les favoris du Tour Down Under. Il remporte la première étape et prend le maillot de leader, qu'il cède le lendemain à Allan Davis. Victime d'une chute dans la 3e étape, Greipel souffre d'une fracture de la clavicule, et ne peut défendre plus avant ses chances dans la compétition. De retour en mai, il enchaîne les victoires et remporte notamment quatre étapes du Tour d'Espagne 2009 en fin de saison. Il porte son total de victoires à 20.
Il remporte à nouveau le Tour Down Under en 2010 ainsi que trois étapes. Au mois d'avril, il remporte cinq des huit étapes du Tour de Turquie et finit meilleur sprinteur de la course.

### 2011-2018: Leader chez Omega-Pharma puis Lotto
En 2011, il rejoint l'équipe belge Omega Pharma-Lotto. En juillet, il remporte à Carmaux la dixième étape du Tour de France au sprint devant son ancien coéquipier Cavendish. Le 26 septembre, il remporte la médaille de bronze aux championnats du monde de cyclisme sur route 2011 derrière Matthew Goss et Mark Cavendish. Il termine également, notamment, 4e de Gand-Wevelgem et 7e du Tour Down Under.

En fin de saison, il présente un total de 8 victoires, nettement en baisse par rapport aux années précédentes. Il se justifie en évoquant la concurrence interne de Philippe Gilbert.

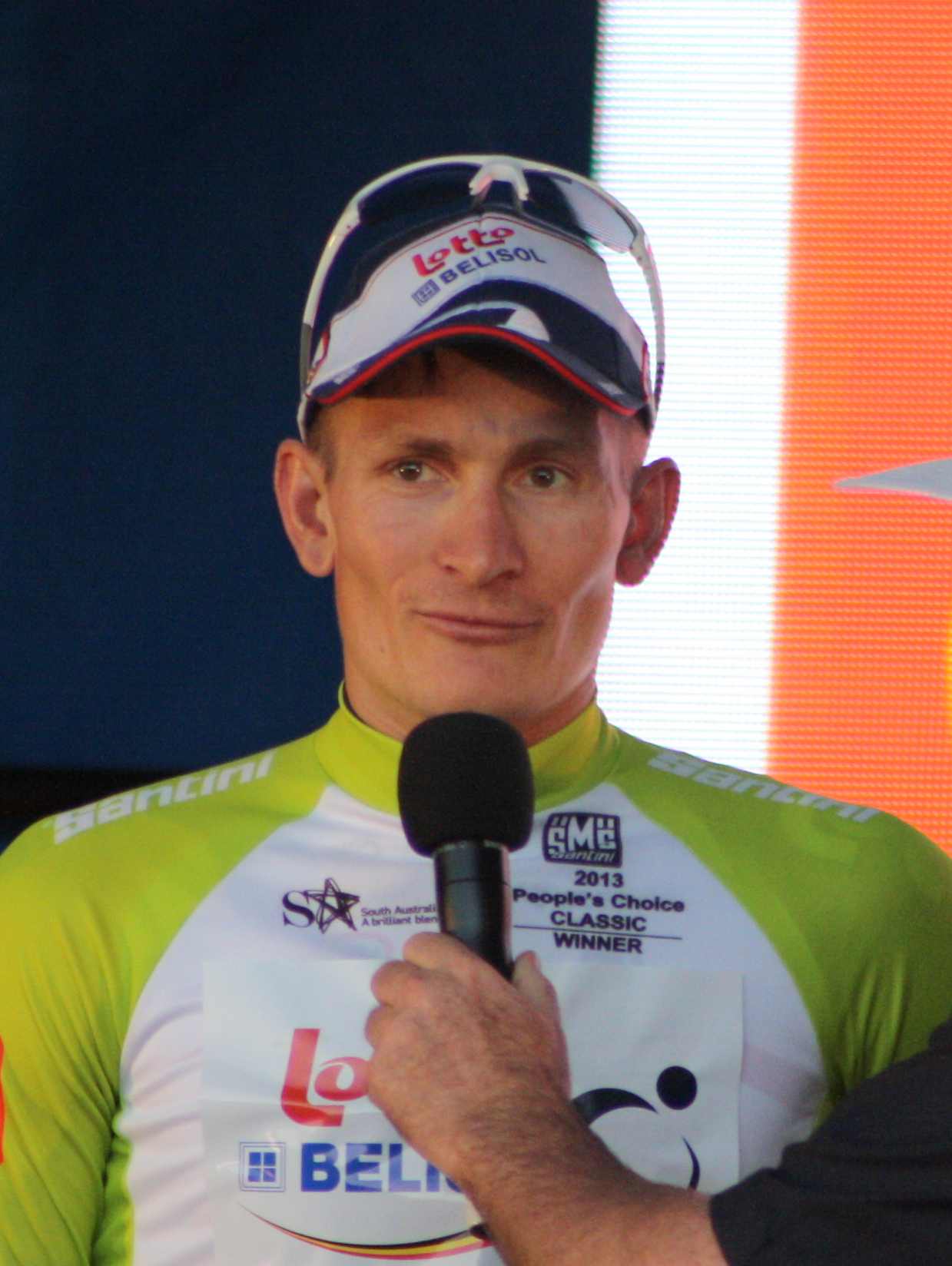
André Greipel lors de la People's Choice Classic 2013.

En 2014, il chute lors de Gand-Wevelgem, ce qui lui provoque une fracture à une clavicule avec arrachement ligamentaire. Il doit subir une opération chirurgicale. Malgré cette blessure, Greipel obtient seize victoires lors de la saison, étant le coureur le plus victorieux sur le plan quantitatif de la saison sur l'ensemble des courses de l'UCI World Tour et des circuits continentaux. Cependant, au niveau World Tour, Greipel est moins victorieux que d'autres sprinteurs tels Marcel Kittel ou Nacer Bouhanni. À la fin de la saison 2014, le contrat qui le lie à son employeur est prolongé pour l'année suivante.
En 2015, lors du Tour de France, Greipel remporte quatre étapes, son meilleur total sur un grand Tour. Le 26 juillet, il s'impose sur la dernière étape à Paris. Après le Tour, il s'impose au sprint sur la deuxième étape de l'Eneco Tour, la Vattenfall Cyclassics puis la septième étape du Tour de Grande-Bretagne. Passant initialement la ligne d'arrivée en tête lors de la dernière étape du Tour de Grande-Bretagne, Greipel est déclassé pour sprint irrégulier et la victoire est attribuée à Elia Viviani, initialement deuxième. Greipel apprend pendant cette épreuve qu'il est sélectionné pour la course en ligne des championnats du monde de Richmond. Il est avec John Degenkolb le chef de file de l'équipe d'Allemagne.
Trois fractures costales l'amènent à ne pas participer à Milan-San Remo 2016. En mai 2016, il s'adjuge trois étapes sur le Tour d'Italie. Ses victoires lui permettent d'avoir remporté au moins une étape sur les 10 derniers grands tours auxquels il a pris part, une première depuis Bernard Hinault.
Lors de la saison 2016 les années commencent à compter pour le Gorille de Rostock, lui qui était habitué à tourner autour des 15 victoires et plus par saison, arrive au total de 10 victoires, dont 4 World Tour (trois au Giro et une au tour de France).
En 2017, il se classe septième de Paris-Roubaix. Il remporte en mai une étape du Giro et porte un jour le maillot rose. Il participe au Tour de France où il ne remporte pas d'étape. C'est la première fois qu'il ne remporte pas d'étape sur un grand tour où il est au départ, depuis le Tour d'Espagne 2007, soit douze grands tours consécutifs avec au moins une étape.

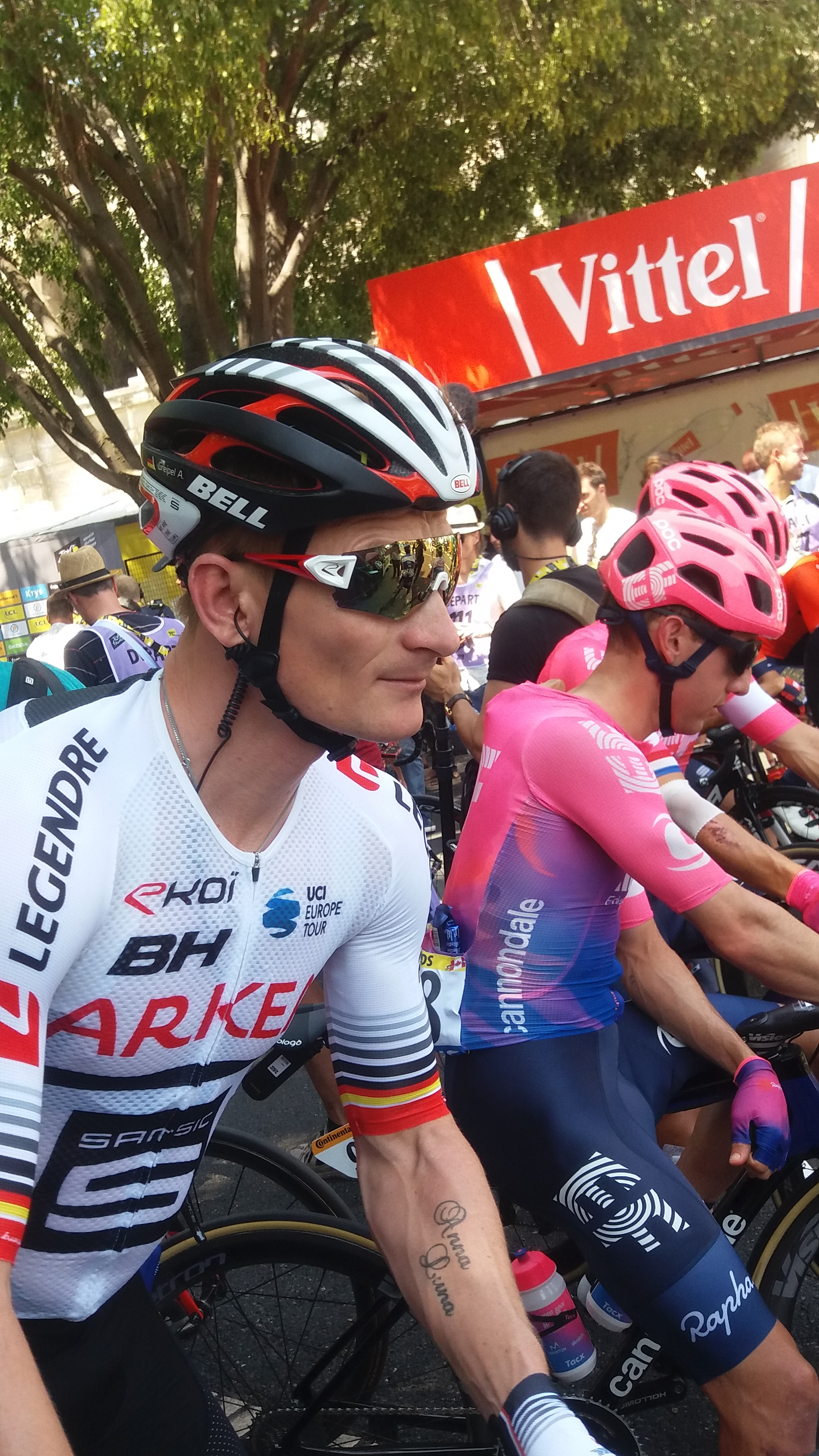
André Greipel lors du Tour de France 2019

En 2018, il gagne deux étapes du Tour Down Under. Il chute lors de Milan-San Remo et se casse la clavicule, manquant toutes les classiques du printemps. Il fait son retour à la compétition lors des Quatre jours de Dunkerque, où il gagne deux étapes (dont l'étape reine du Mont Cassel), les 150e et 151e victoires de sa carrière. Il termine deuxième du général à une seconde de Dimitri Claeys. Fin juillet, il termine huitième de la RideLondon-Surrey Classic. Au mois d'août, le coureur allemand annonce qu'il quitte la formation Lotto-Soudal avec qui il a remporté une centaine de succès et signe un contrat de deux ans avec l'équipe continentale professionnelle française Fortuneo-Samsic. Peu de temps après l'annonce de sa signature, il remporte la 1re étape du Tour de Grande-Bretagne, devant Caleb Ewan, recruté pour lui succéder chez Lotto-Soudal, et Fernando Gaviria.

### 2019: saison ratée chez Arkéa-Samsic
Ses débuts avec l'équipe française Arkéa-Samsic ont lieu sur la Tropicale Amissa Bongo : après une deuxième et une troisième places sur les deux premières étapes, il remporte son premier succès de la saison lors de la sixième étape. Avec cette victoire, il devient l'un des rares coureurs à s'être imposés sur tous les continents. Après une deuxième place dans la dernière étape, il se classe finalement à la troisième place du général final. En août, il termine deuxième du Grand Prix de la ville de Zottegem.
Début octobre, il résilie son contrat d'un commun accord avec l'équipe Arkéa-Samsic après une première saison décevante.

### 2020: retour en World Tour avec Israel Start-Up Nation
En novembre 2019, il annonce qu'il rejoint Israel Cycling Academy, l'équipe israélienne qui passe en WorldTour en 2020 après avoir repris la licence de Katusha-Alpecin. Il commence sa saison lors du Tour Down Under, où il est trois fois dans les six prermiers d'une étape. En février, il chute à l'entrainement et souffre d'une fracture de l'épaule et d'une luxation, nécessitant trois mois d'arrêt durant la période des classiques printanières.
Au cours de l’été, il participe à son dixième Tour de France et abandonne lors de la 18e étape, distancé dans le col du Cormet de Roselend.  Pour la première fois de sa carrière, il termine une saison sans aucun succès.
Il met un terme à sa carrière à l'issue du Tour de Münster, le 3 octobre 2021.

### Après-carrière
André Greipel est nommé en avril 2023 sélectionneur de l'équipe d'Allemagne masculine de cyclisme sur route. Il succède à Jens Zemke. En 2023, il a participé également à l'épreuve UCI Gravel World Series ME - 3RIDES Gravel Race où il a terminé 49ème après avoir chuté alors qu'il était en lice pour le podium.   

## Palmarès et résultats

### Palmarès amateur
- 2003
  - Grand Prix de Waregem
  - 2e étape du Tour de Thuringe
  - 1re étape du Tour de Berlin
- 2004
  - 3e étape du Tour du Loir-et-Cher
  - 1re étape du Tour de Thuringe
  - 4e étape du Tour de la Dordogne
  - Prologue et 4eb étapes du Grand Prix Guillaume Tell
  - 3e du championnat d'Allemagne de cyclo-cross

### Palmarès professionnel
| - 2005 - 6e étape du Tour du Danemark - 2006 - 1re et 4e étapes du Tour de Rhénanie-Palatinat - 2007 - 1re et 2e étapes du Tour de Saxe - 2008 - Cancer Council Helpline Classic - Tour Down Under : - Classement général - 2e, 4e, 5e et 6e étapes - 17e étape du Tour d'Italie - 4e étape du Tour d'Autriche - 1re et 3e étapes du Tour de Saxe - 2e étape de l'Eneco Tour - 4e étape du Tour d'Allemagne - Tour de Nuremberg - Championnat des Flandres - Tour de Münster - 3e de la Nokere Koerse - 2009 - 1re étape du Tour Down Under - 6e étape des Quatre Jours de Dunkerque - 1re, 3e et 5e étapes du Tour de Bavière - Neuseen Classics - Philadelphia International Championship - 1re, 2e et 4e étapes du Ster Elektrotoer - 1re, 6e et 8e étapes du Tour d'Autriche - 1re étape du Tour de Saxe - 7e étape du Tour de Pologne - Tour d'Espagne - Classement par points - 4e, 5e, 16e et 21e étapes - Paris-Bourges - 2010 - Tour Down Under : - Classement général - 1re, 2e et 4e étapes - Trofeo Magaluf-Palmanova - 2e étape du Tour de l'Algarve - 1re (contre-la-montre), 2e, 5e, 6e et 8e étapes du Tour de Turquie - 18e étape du Tour d'Italie - 1re et 6e étapes du Tour d'Autriche - 2e et 7e étapes du Tour de Pologne - 2e et 6e étapes de l'Eneco Tour - 1re, 6e et 8e étapes du Tour de Grande-Bretagne - 2e du Trofeo Cala Millor - 2e du Challenge de Majorque - 2e du Tour de Cologne - 3e du Tour de Bochum - 3e de la Vattenfall Cyclassics - 2011 - 4e étape du Tour de l'Algarve - 1re étape des Trois Jours de La Panne - 6e étape du Tour de Turquie - 1re et 4e étapes du Tour de Belgique - 10e étape du Tour de France - 1re et 2e étapes de l'Eneco Tour - 2e du Championnat des Flandres - 2e du Mémorial Rik Van Steenbergen - Médaillé de bronze du championnat du monde sur route - 3e de Kuurne-Bruxelles-Kuurne - 4e de Gand-Wevelgem - 7e du Tour Down Under - 2012 - Cancer Council Helpline Classic - 1re, 3e et 6e étapes du Tour Down Under - 1re et 4e étapes du Tour d'Oman - 2e étape du Tour de Turquie - 1re, 2e et 3e étapes du Tour de Belgique - 1re et 2e étapes du Tour de Luxembourg - ProRace Berlin - 2e étape du Ster ZLM Toer - 4e, 5e et 13e étapes du Tour de France - 1re et 2e étapes du Tour du Danemark - Grand Prix Impanis-Van Petegem - 2e de la Vattenfall Cyclassics - 2e de la World Ports Classic | - 2013 - Champion d'Allemagne sur route - People Choice's Classic - 1re, 4e et 6e étapes du Tour Down Under - 1re étape du Tour méditerranéen - 4e et 5e étapes du Tour de Turquie - 1re et 2e étapes du Tour de Belgique - Ronde van Zeeland Seaports - 6e étape du Tour de France - 4e étape de l'Eneco Tour - Brussels Cycling Classic - 2e du Ster ZLM Toer - 2e de la Vattenfall Cyclassics - 2e du Grand Prix de Fourmies - 3e du Grand Prix de Francfort - 3e de la ProRace Berlin - 2014 - Champion d'Allemagne sur route - 4e et 6e étapes du Tour Down Under - 5e étape du Tour du Qatar - 1re, 3e et 6e étapes du Tour d'Oman - 1re étape de la World Ports Classic - 4e étape du Tour de Belgique - 1re et 4e étapes du Tour de Luxembourg - 5e étape du Ster ZLM Toer - 6e étape du Tour de France - Brussels Cycling Classic - Grand Prix Jef Scherens - Tour de Münster - 2015 - 5e étape du Tour de l'Algarve - 2e étape de Paris-Nice - 4e étape du Tour de Turquie - 6e étape du Tour d'Italie - 1re et 3e étapes du Tour de Luxembourg - Ster ZLM Toer : - Classement général - 2e et 3e étapes - 2e, 5e, 15e et 21e étapes du Tour de France - 2e étape de l'Eneco Tour - Vattenfall Cyclassics - 7e étape du Tour de Grande-Bretagne - 2e du Trofeo Playa de Palma-Palma - 2016 - Champion d'Allemagne sur route - Trofeo Felanitx-Ses Salines-Campos-Porreres - Trofeo Playa de Palma - 3e étape du Tour de Turquie - 5e, 7e et 12e étapes du Tour d'Italie - 1re étape du Tour de Luxembourg - 21e étape du Tour de France - 1re étape du Tour de Grande-Bretagne - 2e du Tour de Cologne - 3e du Grand Prix de l'Escaut - 2017 - Trofeo Porreres-Felanitx-Ses Salines-Campos - 4e étape du Tour de l'Algarve - 5e étape de Paris-Nice - 2e étape du Tour d'Italie - Omloop Eurometropool - 3e de la Brussels Cycling Classic - 3e du Primus Classic - 3e du Tour de Münster - 5e de la EuroEyes Cyclassics - 7e de Paris-Roubaix - 2018 - 1re et 6e étapes du Tour Down Under - 2e et 5e étapes des Quatre Jours de Dunkerque - 1re et 2e étapes du Tour de Belgique - 1re et 4e étapes du Tour de Grande-Bretagne - 2e des Quatre Jours de Dunkerque - 8e de la RideLondon-Surrey Classic - 2019 - 6e étape de la Tropicale Amissa Bongo - 2e du Grand Prix de la ville de Zottegem - 3e de la Tropicale Amissa Bongo - 2021 - Trofeo Alcúdia-Port d'Alcúdia - 4e étape du Tour d'Andalousie |  |

### Par course

#### Courses d'un jour
- Grand Prix de Waregem (2003)

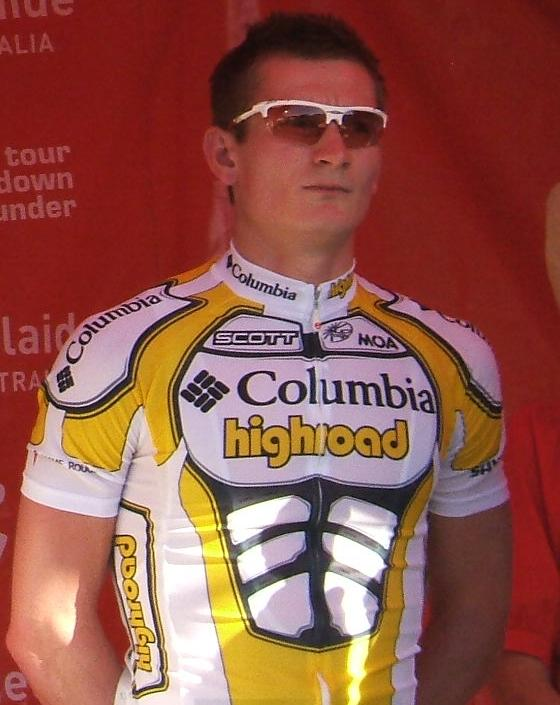
André Greipel en 2009.

- Cancer Council Helpline Classic (2008 et 2012), puis People's Choice Classic (2013)
- Tour de Nuremberg (2008)
- Championnat des Flandres (2008)
- Tour de Münster (2008, 2014)
- Neuseen Classics – Rund um die Braunkohle (2009)
- Philadelphia International Championship (2009)
- Paris-Bourges (2009)
- Trofeo Magaluf-Palmanova (2010)
- ProRace Berlin (2012)
- Grand Prix Impanis-Van Petegem (2012)
- Ronde van Zeeland Seaports (2013)
- Tour de Bochum  (2013)
- Brussels Cycling Classic (2013, 2014)
- Grand Prix Jef Scherens (2014)
- Vattenfall Cyclassics (2015)
- Trofeo Felanitx-Ses Salines-Campos-Porreres (2016 et 2017)
- Trofeo Playa de Palma (2016)

#### Course à étapes
- 18 étapes du Tour Down Under (2008, 2009, 2010, 2012, 2013, 2014 et 2018)
- 11 étapes du Tour de Turquie (2010, 2011, 2012, 2013, 2015 et 2016), dont un contre-la-montre
- 11 étapes du Tour de France (2011, 2012, 2013, 2014, 2015 et 2016)
- 8 étapes du Tour de Belgique (2011, 2012, 2013 et 2014)
- 7 étapes du Ster Elektrotoer (2009), puis Ster ZLM Toer (2012, 2014 et 2015)
- 7 étapes du Tour de Luxembourg (2012, 2014, 2015 et 2016)
- 7 étapes du Tour d'Italie (2008, 2010, 2015, 2016 et 2017)
- 6 étapes du Tour d'Autriche (2008, 2009 et 2010)
- 6 étapes de l'Eneco Tour (2008, 2010, 2011 et 2013)
- 5 étapes du Tour de Saxe (2007, 2008 et 2009)
- 5 étapes du Tour d'Oman (2012 et 2014)
- 5 étapes du Tour de Grande-Bretagne (2010, 2015 et 2016)
- 4 étapes du Tour d'Espagne (2009)
- 4 étapes du Tour de l'Algarve (2010, 2011, 2015 et 2017)
- 3 étapes du Tour du Danemark (2005 et 2012)
- 3 étapes du Tour de Bavière (2009)
- 3 étapes du Tour de Pologne (2009 et 2010)
- 3 étapes des Quatre Jours de Dunkerque (2009, 2018)
- 2 étapes du Tour de Thuringe (2003 et 2004)
- 2 étapes du Grand Prix Guillaume Tell (2004)
- 2 étapes du Tour de Rhénanie-Palatinat (2006)
- 2 étapes de Paris-Nice (2015 et 2017)
- 1 étape du Tour de Berlin (2003)
- 1 étape du Tour du Loir-et-Cher (2004)
- 1 étape du Tour d'Allemagne (2008)
- 1 étape des Trois Jours de La Panne (2011)
- 1 étape du Tour méditerranéen (2013)
- 1 étape du Tour du Qatar (2014)
- 1 étape de la World Ports Classic (2014)
- 1 étape de la Tropicale Amissa Bongo (2019)

### Résultats sur les grands tours

#### Tour de France
11 participations
- 2011 : 156e, vainqueur de la 10e étape
- 2012 : 123e, vainqueur des 4e, 5e et 13e étapes
- 2013 : 129e, vainqueur de la 6e étape
- 2014 : 149e, vainqueur de la 6e étape
- 2015 : 134e, vainqueur des 2e, 5e, 15e et 21e étapes
- 2016 : 133e, vainqueur de la 21e étape
- 2017 : 149e
- 2018 : abandon (12e étape)
- 2019 : 144e
- 2020 : abandon (18e étape)
- 2021 : 125e

#### Tour d'Italie
5 participations
- 2008 : 133e, vainqueur de la 17e étape
- 2010 : non partant (19e étape), vainqueur de la 18e étape
- 2015 : non-partant (14e étape), vainqueur de la 6e étape
- 2016 : non-partant (13e étape), vainqueur des 5e, 7e et 12e étapes
- 2017 : non-partant (14e étape), vainqueur de la 2e étape,  maillot rose pendant 1 jour

#### Tour d'Espagne
3 participations
- 2006 : abandon (9e étape)
- 2007 : 125e
- 2009 : 107e,  vainqueur du classement par points, vainqueur des 4e, 5e, 16e et 21e étapes

### Classements mondiaux
| Année                                 | 2005 | 2006 | 2007 | 2008 | 2009 | 2010 | 2011 | 2012 | 2013 | 2014 | 2015 | 2016 | 2017 | 2018 | 2019 | 2020  | 2021 |
| ------------------------------------- | ---- | ---- | ---- | ---- | ---- | ---- | ---- | ---- | ---- | ---- | ---- | ---- | ---- | ---- | ---- | ----- | ---- |
| UCI ProTour                           | nc   | 162e | nc   | 5e   |      |      |      |      |      |      |      |      |      |      |      |       |      |
| Calendrier mondial                    |      |      |      |      | 53e  | 20e  |      |      |      |      |      |      |      |      |      |       |      |
| UCI World Tour                        |      |      |      |      |      |      | 32e  | 29e  | 37e  | 88e  | 24e  | 56e  | 47e  | 108e |      |       |      |
| Classement mondial                    |      |      |      |      |      |      |      |      |      |      |      | 37e  | 24e  | 87e  | 216e | 1285e | 285e |
| UCI Europe Tour                       | 142e |      |      |      |      |      |      |      |      |      |      | 20e  | 3e   | 43e  | 181e | 984e  | 241e |
| UCI Asia Tour                         | nc   |      |      |      |      |      |      |      |      |      |      | 389e | nc   | nc   |      |       |      |
|                                       |      |      |      |      |      |      |      |      |      |      |      |      |      |      |      |       |      |
| Légende : nc = non classéSource : UCI |      |      |      |      |      |      |      |      |      |      |      |      |      |      |      |       |      |

## Distinctions
- Cycliste allemand de l'année : 2010